# Гай Брутий Презенс (консул 153 г.)
Вижте пояснителната страница за други личности с името Гай Брутий Презенс.
Гай Брутий Презенс (на латински: Gaius Bruttius Praesens; пълното му име е: Lucius Fulvius Gaius Bruttius Praesens Laberius Maximus Polyonymus) e политик и сенатор на Римската империя през 2 век и тъст на император Комод.

## Биография
Брутий е член на патриции gens Брутии (Bruttia) от Лукания. Син е на Гай Брутий Презенс (консул 139 г.) и втората му съпруга Лаберия Хостилия Криспина, дъщеря на Маний Лаберий Максим (суфектконсул 89 г.).
Първо той е квестор и член на няколко жречески колегии. През 153 г. Брутий е консул заедно с Авъл Юний Руфин. Той участва в похода на по-късния император Марк Аврелий и Комод против сарматите като comes. През 180 г. той е отново консул. Колега му е Секст Квинтилий Кондиан.

## Деца
- Брутия Криспина, през 178 г. се омъжва за император Комод
- Луций Брутий Квинтий Криспин (консул 187 г.).